# Muskegon Mohawks
Muskegon Mohawks var ett amerikanskt professionellt ishockeylag som spelade i International Hockey League (IHL) mellan 1965 och 1984. De hade dock sitt ursprung från när Muskegon Zephyrs anslöt sig till IHL 1960. Efter spelad säsong 1983–1984 blev Mohawks Muskegon Lumberjacks. Laget spelade sina hemmamatcher i L.C. Walker Arena i Muskegon i Michigan. Mohawks hade samarbete med Montreal Canadiens, New York Islanders, Atlanta Flames, Calgary Flames, Colorado Rockies, Pittsburgh Penguins, New Jersey Devils och Toronto Maple Leafs i National Hockey League (NHL). De vann Turner Cup, som gavs ut till vinnaren av IHL:s slutspel, för säsongen 1967–1968.
Spelare som har spelat för dem är bland andra Carl Brewer, Mike Hordy, Bob Lorimer, André Pronovost, Chico Resch och Neil Smith.